# رودلف غوتس
رودلف غوتس (بالتشيكية: Rudolf Götz)‏ هو منافس ألعاب قوى تشيكي، ولد في 10 أبريل 1983 في براغ في التشيك.

## وصلات خارجية
- رودلف غوتس على موقع الاتحاد الدولي لألعاب القوى (الإنجليزية)
- رودلف غوتس على موقع أوليمبيديا (الإنجليزية)
- رودلف غوتس على موقع اللجنة الأولمبية التشيكية (التشيكية)